# كومانش (تكساس)
كومانش (بالإنجليزية: Comanche, Texas)‏ هي مدينة تقع في مقاطعة كومانش، تكساس بولاية تكساس في شمال شرق الولايات المتحدة. تأسست عام 1858، تبلغ مساحة هذه المدينة (كم²)، وترتفع عن سطح البحر م، بلغ عدد سكانها 4335 نسمة في عام 2010 حسب إحصاء مكتب تعداد الولايات المتحدة .

## التركيبة السكانية
حدّد مكتب تعداد الولايات المتحدة بيانات التركيبة السكانية لكومانش في تعداد الولايات المتحدة. في ما يلي، التركيبة السكانية حسب تعدادي 2000 و2010.

### تعداد عام 2000
بلغ عدد سكان كومانش 4,482 نسمة بحسب تعداد عام 2000، وبلغ عدد الأسر 1,656 أسرة وعدد العائلات 1,158 عائلة مقيمة في المدينة. في حين سجلت الكثافة السكانية 379.5 نسمة لكل كيلومتر مربع (982.9/ميل2). وبلغ عدد الوحدات السكنية 1,898 وحدة بمتوسط كثافة قدره 160.7 لكل كيلومتر مربع (416.2/ميل2).
وتوزع التركيب العرقي للمدينة بنسبة 80.01% من البيض و1.20% من الأمريكيين الأفارقة و1.09% من الأمريكيين الأصليين و0.22% من الأمريكيين ذوي الأصول الآسيوية و15.13% من الأعراق الأخرى و2.34% من عرقين مختلطين أو أكثر و28.51% من الهسبانيون أو اللاتينيون من أي عرق.
بلغ عدد الأسر 1,656 أسرة كانت نسبة 37.1% منها لديها أطفال تحت سن الثامنة عشر تعيش معهم، وبلغت نسبة الأزواج القاطنين مع بعضهم البعض 55.9% من أصل المجموع الكلي للأسر، ونسبة 10.3% من الأسر كان لديها معيلات من الإناث دون وجود شريك،  بينما كانت نسبة 3.7% من الأسر لديها معيلون من الذكور دون وجود شريكة وكانت نسبة 30.1% من غير العائلات. تألفت نسبة 28.2% من أصل جميع الأسر من عدة أفراد يعيشون في نفس المنزل ونسبة 17.2% كانت تتألف من شخص يعيش بمفرده يبلغ من العمر 65 عاماً أو أكثر. وبلغ متوسط حجم الأسرة المعيشية 2.56، أما متوسط حجم العائلات فبلغ 3.14.
بلغ العمر الوسطي للسكان 36.3 عاماً. وكانت نسبة 28% من القاطنين تحت سن الثامنة عشر، وكانت نسبة 6.8% بين الثامنة عشر والرابعة والعشرين عاماً، ونسبة 23.2% كانت واقعةً في الفئة العمرية ما بين الخامسة والعشرين والرابعة والأربعين عاماً، ونسبة 19.1% كانت ما بين الخامسة والأربعين والرابعة والستين، ونسبة 17.3% كانت ضمن فئة الخامسة والستين عاماً فما فوق. يوجد لكل 100 أنثى 86.4 ذكر، ويوجد لكل 100 أنثى في الثامنة عشر من عمرها فما فوق 84.8 ذكر.
بلغ متوسط دخل الأسرة في المدينة 26,773 دولارًا، أما متوسط دخل العائلة فبلغ 32,097 دولارًا. وكان متوسط دخل الذكور 26,646 دولارًا مقابل 16,958 دولارًا للإناث. وسجل دخل الفرد الخاص بالمدينة 12,155 دولارًا. وكانت نسبة 17% من العائلات ونسبة 20% من السكان تحت خط الفقر، وكان من هؤلاء نسبة 24.1% تحت سن الثامنة عشر ونسبة 19.7% في الخامسة والستين من العمر وما فوق.

### تعداد عام 2010
بلغ عدد سكان كومانش 4,335 نسمة بحسب تعداد عام 2010، وبلغ عدد الأسر 1,646 أسرة وعدد العائلات 1,081 عائلة مقيمة في المدينة. في حين سجلت الكثافة السكانية 367.1 نسمة لكل كيلومتر مربع (950.8/ميل2). وبلغ عدد الوحدات السكنية 1,933 وحدة بمتوسط كثافة قدره 163.7 لكل كيلومتر مربع (424.0/ميل2).
وتوزع التركيب العرقي للمدينة بنسبة 86.02% من البيض و0.42% من الأمريكيين الأفارقة و0.81% من الأمريكيين الأصليين و0.35% من الأمريكيين ذوي الأصول الآسيوية و10.50% من الأعراق الأخرى و1.91% من عرقين مختلطين أو أكثر و35.78% من الهسبانيون أو اللاتينيون من أي عرق.
بلغ عدد الأسر 1,646 أسرة كانت نسبة 35% منها لديها أطفال تحت سن الثامنة عشر تعيش معهم، وبلغت نسبة الأزواج القاطنين مع بعضهم البعض 47.9% من أصل المجموع الكلي للأسر، ونسبة 12.5% من الأسر كان لديها معيلات من الإناث دون وجود شريك،  بينما كانت نسبة 5.3% من الأسر لديها معيلون من الذكور دون وجود شريكة وكانت نسبة 34.3% من غير العائلات. تألفت نسبة 30.8% من أصل جميع الأسر من عدة أفراد يعيشون في نفس المنزل ونسبة 17.4% كانت تتألف من شخص يعيش بمفرده يبلغ من العمر 65 عاماً أو أكثر. وبلغ متوسط حجم الأسرة المعيشية 2.56، أما متوسط حجم العائلات فبلغ 3.19.
بلغ العمر الوسطي للسكان 38.1 عاماً. وكانت نسبة 26.8% من القاطنين تحت سن الثامنة عشر، وكانت نسبة 9.5% بين الثامنة عشر والرابعة والعشرين عاماً، ونسبة 21.9% كانت واقعةً في الفئة العمرية ما بين الخامسة والعشرين والرابعة والأربعين عاماً، ونسبة 22.6% كانت ما بين الخامسة والأربعين والرابعة والستين، ونسبة 19.2% كانت ضمن فئة الخامسة والستين عاماً فما فوق. وتوزع التركيب الجنسي للسكان بنسبة 47.8% ذكور و52.2% إناث.

## أعلام
- كليف باتون
- بوب ماسترز
- تيكس كارلتون

## وصلات خارجية
- Handbook of Texas
- The US50 - Cities and Towns in Texas State